# A Certain Smile a Certain Sadness
| Recensione | Giudizio |
| ---------- | -------- |
| AllMusic   | [ 3 ]    |

A Certain Smile a Certain Sadness è un album a nome di Astrud Gilberto/Walter Wanderley, pubblicato dalla casa discografica Verve Records nel gennaio del 1967.

## Tracce

### LP
Lato A
1. A Certain Smile – 1:30 (Paul Francis Webster, Sammy Fain) – Registrato il 20 settembre 1966
2. A Certain Sadness – 3:06 (Carlos Lyra) – Registrato il 21 settembre 1966
3. Nega – 2:18 (Tradizionale) – Registrato il 20 settembre 1966
4. So Nice (Summer Samba) – 2:37 (Marcos Valle, Paulo Valle, Norman Gimbel) – Registrato il 20 settembre 1966
5. Você Já Foi à Bahia – 2:12 (Dorival Caymmi) – Registrato il 20 settembre 1966
6. Portoguese Washerwoman – 1:30 (André Popp, Roger Antoine Lucchesi) – Registrato il 20 settembre 1966

Lato B
1. That Sadness (Tristeza) – 3:30 (Edu Lobo, Niltinho, Norman Gimbel) – Registrato il 21 settembre 1966
2. Call Me – 3:18 (Tony Hatch) – Registrato il 23 settembre 1966
3. Here's That Rainy Day – 2:43 (Johnny Burke, Jimmy Van Heusen) – Registrato il 23 settembre 1966
4. Tu meu delirio – 3:35 (Caesar Portillo de la Luz) – Registrato il 21 settembre 1966
5. It's a Lovely Day Today – 2:35 (Irving Berlin) – Registrato il 20 settembre 1966

### CD
Edizione CD del 1998, pubblicato dalla Verve Records (557 449-2)
1. A Cerain Smile – 1:27 (Paul Francis Webster, Sammy Fain)
2. A Certain Sadness – 3:08 (Carlos Eduardo Lyra, John Court)
3. Nega do cabelo duro – 2:18 (Reubens Soares, David Nasser)
4. So Nice (Summer Samba) – 2:41 (Marcos Valle, Paulo Valle, Norman Gimbel)
5. Você Já Foi Bahia – 2:15 (Dorival Caymmi)
6. Portoguese Washerwoman – 1:30 (André Popp, Roger Antoine Lucchesi)
7. Goodbye Sadness (Tristeza) – 3:33 (Edu Lobo, Niltinho, Norman Gimbel)
8. Call Me – 3:20 (Tony Hatch)
9. Here's That Rainy Day – 2:43 (Johnny Burke, Edward Chester Babcock, Jimmy Van Heusen)
10. Tu mi delirio – 3:38 (Caesar Portillo de la Luz)
11. It's a Lovely Day Today – 2:39 (Irving Berlin, b. Israel Balin)
12. The Sadness of After – 2:27 (Edu Lobo, Norman Gimbel) – Traccia bonus
13. Who Needs Forever? – 2:48 (Quincy Delight Jones, Howard Greenfield) – Traccia bonus

- Brani: The Sadness of After e Who Needs Forever?, registrati il 23 settembre 1966

## Musicisti
- Astrud Gilberto – voce
- Walter Wanderley – organo, piano
- José Marino – contrabbasso
- Israel Balin – contrabbasso (brano: It's a Lovely Day Today)
- Claudio Slon – batteria
- Bobby Rosengarden – percussioni
- (possibile) João Gilberto – chitarra (brani: A Certain Sadness, Goodbye Sadness (Tristeza) e Who Needs Forever?)
- Nel brano The Sadness of After non suonano: José Marino, Claudio Slon e Bobby Rosengarden

Note aggiuntive
- Creed Taylor – produttore
- Registrazioni effettuate nel settembre del 1966 al A&R Recording di New York City, New York
- Val Valentin – direzione ingegneria del suono
- Rudy Van Gelder – ingegnere delle registrazioni
- Charles Stewart – foto copertina frontale album originale
- Chuck Briefer – note retrocopertina album originale[4][5]